# Paul Le Marinel
Paul-Amédée Le Marinel (Long Grove (Iowa), 4 juli 1858 - Brussel, 29 november 1912) was een Belgische ontdekkingsreiziger, officier en pionier in de Onafhankelijke Congostaat. Hij staat bekend om zijn expeditie naar Katanga in 1891.

## Jeugd
Paul-Amédée Le Marinel was een zoon van Amédée Le Marinel, een soldaat uit Normandië die in 1830 bij de Belgische Revolutie betrokken was, en Guyot d'Honorine. In 1858 emigreerde Amédée naar de Verenigde Staten en bouwde een boerderij in Long Grove, in de staat Iowa, waar zijn twee zonen, Paul en George, werden geboren. In 1868 keerde het gezin terug naar België. In 1876 werd Paul Le Marinel ingeschreven aan de Koninklijke Militaire Academie in Brussel. Hij studeerde in 1878 af met de rang van sergeant. Hij diende in de 13e linieregiment voor een jaar en dan voor een paar jaar in het 1e linieregiment.

## Eerste opdracht in Congo

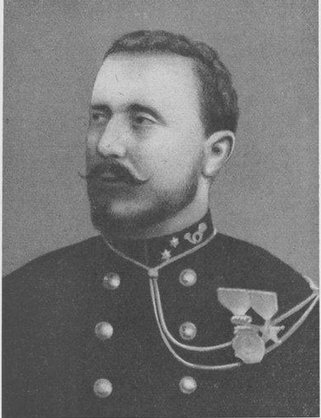
Le Marinel als jong officier.

In 1885 werd Paul Le Marinel gedetacheerd bij het Militair Cartografisch Instituut en naar Congo gestuurd, waar hij werd toegewezen aan de Topografische Brigade onder leiding van kapitein François Jungers. Kort na zijn aankomst werd hij overgebracht naar Luluaburg, hoofdstad van het district Kasaï, waar hij de Duitse ontdekkingsreiziger Hermann von Wissmann ontmoette, die daar een post oprichtte. Von Wissman wachtte op Le Marinel om hem het bevel over de post toe te vertrouwen, voordat hij op expeditie ging en gedwongen werd terug te keren vanwege de vijandigheid van de inboorlingen en een epidemie van pokken. In juli 1886 vertrok een expeditie met von Wissman en Le Marinel. Wanneer ze in Nyangwe aankwamen, leerden ze dat de Arabieren de post van Stanley Falls hebben ingenomen. Wissmann besloot echter door te gaan met een konvooi van 60 van zijn beste soldaten, waardoor Le Marinel terugkeerde naar Luluaburg met de verzwakte overgebleven expeditieleden.
Op de terugweg naar Luluaburg ontving Le Marinel een bericht van Luebo dat de inboorlingen rond de post in opstand waren gekomen. De Marinel besloot de opstand te onderdrukken, maar de inheemse troepen deserteerden bij het zien van de vijand. De strijd werd een catastrofe en Le Marinel ontsnapte ternauwernood aan de dood. In zijn terugtocht ontmoette hij de Zappo Zap-leider in de buurt van Lusambo. Deze Zappo Zap-krijgers werden belangrijke bondgenoten van de Belgen.
In 1888 diende Le Marinel terug te keren naar Europa voor een verlof na zijn termijn van drie jaar. In Boma ontmoette hij in april 1888, terwijl hij wachtte om aan boord te gaan, Alexandre Delcommune, die een missie heeft van Albert Thys, vertrouweling van koning Leopold II van België en oprichter van de Congo Company of Commerce and Industry. Delcommune onderzocht het bekken van Neder-Congo om het economische potentieel van de regio te bepalen voor de aanleg van een spoorweg langs de lager gelegen Congo-rivier. Hij haalde Le Marinel over om zijn terugkeer naar Europa uit te stellen om de provincie Kasaï, Sankuru en Lubefu te helpen verkennen.

## Tweede opdracht in Congo

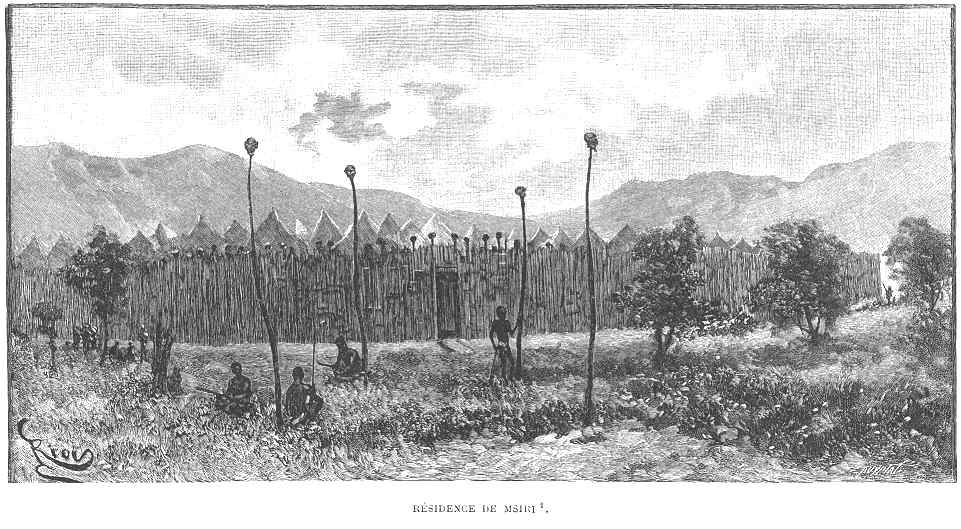
Msiri nederzetting in 1892 met de staken met schedels van vijanden.

Eind juli 1889 keerde Le Marinel na zijn tweede opdracht terug naar Boma. Hij werd gepromoveerd tot luitenant en benoemd tot districtscommissaris van Kasai-Lualaba. Koning Leopold II van België belastte hem met twee hoofdtaken. De eerste was de oprichting van een militaire post nabij Luluaburg. De Arabische handelaren, of Swahilis, waren de regio van de Grote Meren van de oostkust van Afrika binnengedrongen en gingen er op zoek naar slaven en ivoor. De militaire post diende zich tegen deze dreiging verdedigen en Le Marinel had de keuze van een geschikte plaats. Hij besloot om naar Lusambo te trekken, gelegen aan het einde van het bevaarbare gedeelte van de Sankuru-rivier, waar hij zich vestigde in mei 1890. Gouverneur-generaal Camille Smith vroeg Le Marinel echter om Bena Kamba, een stad aan de Lomami, te onderzoeken als een andere plaats om de post op te zetten. De Marinel ging er tegen zijn zin op in, maar eindelijk werd de Lusambo-site bevestigd. Het station werd daarna een van de belangrijkste militaire posten in de Onafhankelijke Congostaat. De Marinel nam de Zappo Zap naar Luluaburg, waar ze werden gebruikt om het beleid van belastingheffing en dwangarbeid in de Kasaï af te dwingen en een reputatie van grote wreedheid te verwerven.
De tweede taak, rechtstreeks aan Le Marinel gegeven door Leopold II, is het bezetten van Katanga. Marinel vertrok op 23 december 1890 met instructies om de vlag te hijsen naar Bunkeya, de hoofdstad van Katanga, 1.300 kilometer verder. De expeditie omvatte 150 dragers en 180 Afrikaanse soldaten, van wie velen Hausas waren. De Marinel dreef hen langs de loop van de Lubi door een dichtbevolkt gebied, dat nog nooit door Europeanen was bezocht, en stak de Sankuru-rivier over. In januari 1891 bereikte de groep Luaba, waar Le Marinel toestemming vroeg om de door Kanyok gecontroleerde staat over te steken. Hij mocht passeren en arriveerde met zijn troepen in Kanyok op 26 januari 1891. Na een week was de expeditie klaar om terug te gaan op kano's die voor de gelegenheid werden gebouwd. Maar als gevolg van een misverstand tussen inboorlingen en zwarten van de expeditie, brak er een gevecht uit en werden de gebouwen van de koning in brand gestoken. Marinel stak het liefst de rivier de Luilu over en nam zijn gevolg mee naar de Lualaba die hij in mei bereikte, waar hij een afgezant ontmoette die is gestuurd door Msiri die regeerde over Katanga. Op weg naar het zuiden, op 18 april 1891, bereikten Le Marinel en zijn troepen Bunkeya. Ze werden er met hoffelijkheid ontvangen door Msiri. Marinel bracht zeven weken door in Bunkeya om met Msiri te onderhandelen en om hen tevergeefs te overtuigen om de Belgische autoriteit te accepteren. Vervolgens verliet hij Msiri. Een klein garnizoen niet ver van Bunkeya om druk te houden op de inheemse leider en keert terug naar Lusambo, waar hij op 18 augustus 1891 aankomt.
Een expeditie onder leiding van Delcommune bereikte Bunkeya later dat jaar en ontmoette Msiri, in de hoop met hem een verdrag af te sluiten. Deze poging was geen succes. In april 1892 droeg Le Marinel het commando over de versterkte Lusambo-post in de regio Kasai-Lualaba over aan Francis Dhanis, waarop hij terugkeerde naar België.
Marinel keerde in 1893 terug naar Congo als staatsinspecteur. Dat jaar stuurde hij een expeditie om Francis Dhanis te redden, die vocht tegen de Arabieren in Nyangwe. Vervolgens kreeg hij in 1894 de opdracht om een inspectiereis te maken op de Uélé-rivier, nabij de noordelijke grens van de Congostaat, een regio die onderwerp was van geschillen met Frankrijk. Vervolgens verbond hij zich ertoe het bestuur van de Congostaat te hervormen, daar deze werd geplaagd door aanhoudende twisten in de ambtenarij. Hij slaagde niet in deze opdracht vanwege zijn drankmisbruik.

## Einde carrière
De Marinel keerde in 1896 terug naar Europa en nam zijn plaats in het Belgische leger weer in. Hij werd gepromoveerd tot kapitein-commandant in 1897, om in 1899 het leger te verlaten. Hij ontving veel aanbiedingen van bedrijven die zijn vaardigheden graag wilden inzetten in hun bedrijven in Congo, waar hij pas in 1906 zou terugkeren, als directeur van de Lomami Company. De baan was teleurstellend omdat het baanbrekende tijdperk in de Congo voorbij was. De meeste taken die aan Le Marinel werden toevertrouwd, werden routinematig en over het algemeen niet efficiënt geacht in het licht van veel misbruiken. Le Marinel nam in 1908 ontslag om directeur te worden van de Belgian Limited Company for the Commerce of Haut-Congo. In januari 1910 verslechterde zijn gezondheidstoestand snel en diende hij Belgisch-Congo te verlaten. Hij stierf in Brussel in 1912, op 54-jarige leeftijd.

## Eerbewijzen
Een waterkrachtcentrale in de buurt van Kolwezi in Katanga, geopend in 1956, heette Le Marinel. De dam is 68 m hoog en 180 m lang en produceert gemiddeld 1430 miljoen kWh per jaar. In de Brusselse gemeente Etterbeek is er een Le Marinellaan.